# Península de Villamoros
Península de Villamoros är en ort i Mexiko.   Den ligger i kommunen Culiacán och delstaten Sinaloa, i den västra delen av landet, 1 000 km nordväst om huvudstaden Mexico City. Península de Villamoros ligger 3 meter över havet och antalet invånare är 818.
Terrängen runt Península de Villamoros är mycket platt. Havet är nära Península de Villamoros åt sydväst. Runt Península de Villamoros är det ganska tätbefolkat, med 155 invånare per kvadratkilometer. Närmaste större samhälle är La Constancia, 7,3 km nordost om Península de Villamoros. Trakten runt Península de Villamoros består till största delen av jordbruksmark.